# Thập niên 1290
Thập niên 1290 là thập niên diễn ra từ năm 1290 đến 1299.